# Серта (река)
Серта (в верховье — Южная Серта) — река в Кемеровской области России, правый приток Кии. Впадает в Кию справа в 295 км от устья. Длина реки составляет 122 км. Возле устья находится село Усть-Серта.

## Притоки
(км от устья)
- 18 км: Воскресенка (лв)
- 37 км: Колба (лв)
- 41 км: Косояк (пр)
- 61 км: Тисулька (лв)
- 86 км: Барандатка (лв)
- 96 км: Черная (пр)
- 104 км: Северная Серта (пр)

## Данные водного реестра
По данным государственного водного реестра России относится к Верхнеобскому бассейновому округу, водохозяйственный участок реки — Чулым от г. Ачинск до водомерного поста села Зырянское, речной подбассейн реки — Чулым. Речной бассейн реки — (Верхняя) Обь до впадения Иртыша.
Код водного объекта — 13010400212115200018569.